# 天主教阿勒頗宗座代牧區
天主教阿勒頗宗座代牧區（拉丁語：Vicariatus Apostolicus Aleppensis）是敘利亞一個羅馬天主教宗座代牧區，直屬聖座。
代牧區成立於1762年6月27日，負責牧養該國的拉丁禮信友。2010年有卅六名司鐸、十個堂區、13,000名教友。現任宗座代牧為若瑟·納匝羅。